# 蓝元震
藍元震（?—1077年），北宋宦官。
藍元震與長兄藍元用同為宦官藍繼宗养子。以其兄藍元用的官荫补入内黄门，转高班，侍奉太后刘氏。明道元年（1032年）八月二十三年，宫中夜里起火，小黃門王守規及時發現，太后拥宋仁宗登西华门，元震則傳喚宿衛護駕，事後因功官迁高品。为太祖、太宗、真宗三陵都监，修订防守法，尔后诸陵仿照他的规式。慶曆四年春天，藍元震上書劾論朝中朋黨，並將矛頭指向范仲淹和歐陽修等人。最後范仲淹於是年六月自請外放。曾任群牧都监，又监三馆秘阁。熙寧初，任入内押班，遷皇城使。熙寧三年（1070年），宋神宗派遣中使張若水與藍元震訪查開封府貸放青苗情形，二人回報：“民情深願，無抑配者。”熙寧十年（1077年）二月二十七年，仙韶院發生火灾，他與蘇利涉及时救护，大火順利撲灭。同年三月初四日，卒於入內副都知任上。卒贈镇海军留后。司马光撰《涑水記聞》一書多引用藍元震之言。